# Amas du Quintuplet
L'amas du Quintuplet est un amas ouvert situé à moins de cent années-lumière du centre de la Voie lactée. Il est âgé de quatre millions d'années et se situe à environ vingt-cinq mille années-lumière de la Terre.

## Étoiles
L'amas du Quintuplet est dominé par cinq étoiles supergéantes rouges[Lesquelles ?] (d'où son nom).
Cette amas contient l'étoile du Pistolet, une variable lumineuse bleue environ cinq millions de fois plus brillante que le Soleil.

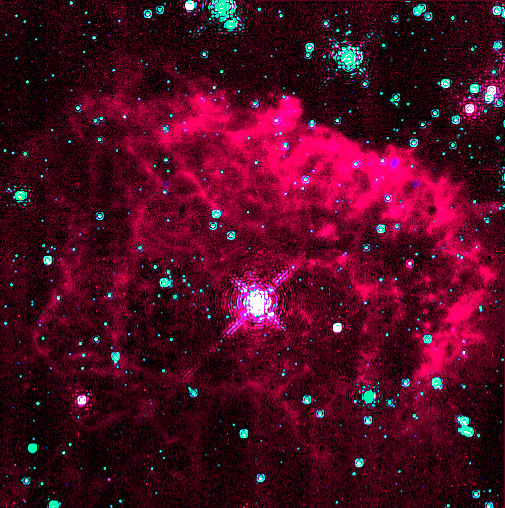
L'étoile du Pistolet